# Konzumizmus

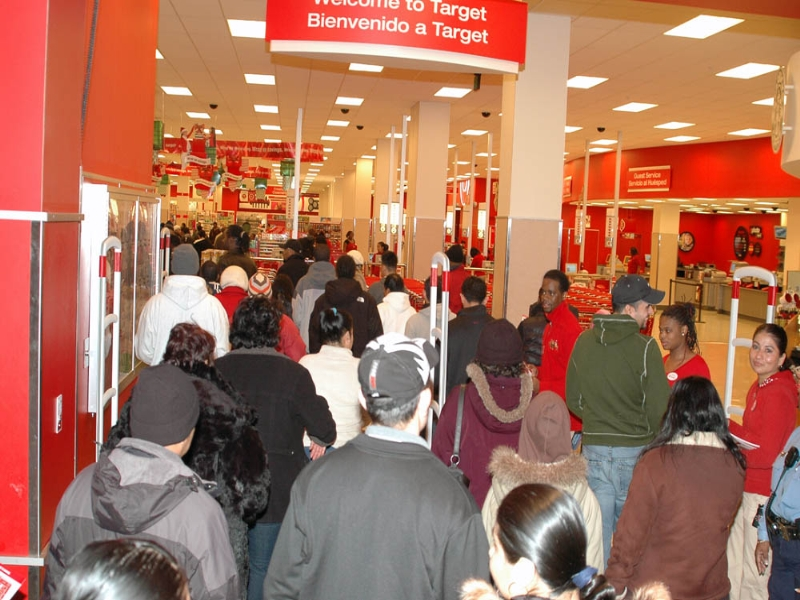
Vásárlók tömege Black Friday akció alkalmával egy amerikai áruházban

A konzumizmus (vagy konzumerizmus) a kortársi társadalmak olyan jellemzője, amely egy társadalom lényegét a tagjai által – pénz vagy egyéb ellenérték fejében – nyújtott szolgáltatások, gyártott és értékesített termékek fogyasztásában látja. Ebben a felfogásban mind az áruk, mind a szolgáltatások olyan széles skálában állnak rendelkezésre, hogy a társadalom pénzügyi eszközökkel egyenlőtlenül rendelkező tagjai közel a lehetőségeik szerint tudjanak részt venni az anyagi helyzetüknek megfelelő fogyasztásban.

## Folyamat
A folyamatot vagy ciklust az tartja életben, hogy mindenkinek pénzt kell szerezni először, hogy szolgáltatást vagy árut (fogyasztási cikket) tudjon beszerezni a piacon. Akinek nincs (kész)pénze, az kénytelen a munkaerejét vagy a teste egyéb részeit áruba bocsátani a törvények tisztelete mellett vagy anélkül. Bizonyos szolgáltatások mindig személyesek, jelenléthez vannak kötve, míg mások tárgyak segítségével vehetők igénybe. A fogyasztás járhat a fogyasztott dolog megsemmisülésével, elhasználódásával vagy változatlanul hagyásával.
A fogyasztási termékek a használat vagy a fogyasztás során melléktermékeket vagy hulladékokat generálnak, ezek és az elhasználódott eredeti cikkek lefelé és kifelé vándorolnak a társadalomban/ból a megsemmisítés vagy újrafelhasználás felé. Ez a virtuális, „függőleges" tagozódás teszi lehetővé, hogy a konzumizmusnak magukat alávető személyek minden helyzetben lássanak maguk fölött egy kívánatosabb szintet, terméket vagy szolgáltatást, amelynek megszerzési, birtoklási vagy csak (el)fogyasztási vágya elegendő motivációt szolgáltat a rendszer életben tartásához.

## Története
Történelmi perspektívában nézve a konzumizmust, illetve a társadalom tagjai által nyújtott/igényelt szolgáltatásokat, azt látjuk, hogy ahogy nő az emberek vagyona, pénzereje, úgy egyre növekszik a korábban egy ember által nyújtott szolgáltatások „kiszervezése" más ember vagy szervezet feladataként, akitől azután pénzért mindaz megszerezhető lesz, amit szegényebb állapotunkban esetleg ingyen, viszontszívességért, de pénzbeli ellenszolgáltatás nélkül adtak egymásnak.
A konzumizmus az embereknek az a hajlandósága, hogy erősen azonosulnak azokkal a termékekkel vagy szolgáltatásokkal, amelyeket fogyasztanak, különösen azokkal, amelyeknek jó neve (márkája) van és nyilvánvaló a státuszszimbólum értéke vagy jellege, például egy drága gépkocsi vagy ékszer. A konzumizmus pejoratív értelmű szó, amelyet a legtöbb ember elutasít, és megpróbálnak valamilyen racionális magyarázatot adni arra, hogy miért fogyasztanak (annyit és úgy) és nem ismerik el, hogy valami arra kényszeríti, hajtja őket, hogy fogyasszanak.
A konzumizmust elfogadók szemében ezek a termékek nem önmagukban, önmaguk miatt értékesek. Ehelyett szociális jelzéseknek tekintik őket, amelyek lehetővé teszik, hogy hasonló gondolkodású emberekkel azonosuljanak az azonos fogyasztási szokás és a hasonló fogyasztási termékek mutogatásával. Azt azonban kevesen mernék állítani, hogy ezeknek az embereknek a termékekkel vagy márkákkal kialakított kapcsolataik esetleg az egészséges emberi kapcsolat hiányát töltik be, amely hiány gyakori a diszfunkcionális modern társadalmakban.
A jelenségre az 1960-as években az Egyesült Államokban a „szemnek szóló fogyasztás" (conspicuous consumption) kifejezést használták, majd a téma átfogóbb vitákká szélesedett ki a média elméletéről, a kulturális berregésről, továbbá ez kísérőjelensége a produktivizmusként emlegetett irányzatnak. 
A „szemnek szóló fogyasztás" szakkifejezés a 20. század fordulóján alakult ki Thorstein Veblen közgazdász írásaiban. A kifejezés egy nyilvánvalóan irracionális és zavart keltő gazdasági viselkedést ír le. Veblen gúnyos megjegyzése, hogy ez a szükségtelen fogyasztás csak a státuszjelzés egyik formája, a következő fekete humorral átitatott mondataiban tűnik elő világosan: 
„A ruházat esetében még igazabb, mint a fogyasztás egyéb cikkeinél, hogy az emberek igen nagymértékben hajlandók lemondani az élet kényelmeiről vagy szükségleteiről azért, hogy olyasmit engedhessenek meg maguknak, amit megfelelő mértékű pazarló fogyasztásnak tekintenek; ezért egyáltalán nem ritka, hogy szélsőséges éghajlatú országban az emberek azért öltöznek fel helytelenül, hogy jól öltözöttnek tűnjenek."
A „konzumizmus megfékezése" egy teret nyerő elmélet, gondolkodásmód, amely a konzumizmus elleni aktív ellenállást testesíti meg. Számos (amerikai) egyetemen használják tantárgynévként, valamint a marketing tantárgy nem szokványos szemléletű tárgyalásának bevezetőjeként.
A 20. század végére terjedt el a „konzumidióta” kifejezés is, mellyel azokat az embereket, csoportokat illetik, akik gondolkodás nélkül, vagy akár kényszeresen vásárolnak, fogyasztanak mindenféle terméket, hogy ezzel se maradjanak le a legújabb divatot jelentő trendi termékekről, és ezáltal a társadalom elitjébe tartozónak érezhessék magukat.